# Hoplophthiracarus mutabilis
Hoplophthiracarus mutabilis är en kvalsterart som beskrevs av Wojciech Niedbała och Schatz 1996. Hoplophthiracarus mutabilis ingår i släktet Hoplophthiracarus och familjen Phthiracaridae. Inga underarter finns listade i Catalogue of Life.